# Первый президентский срок Владимира Путина
Первый президентский срок Владимира Путина продолжался с 7 мая 2000 года по 7 мая 2004 года.
Этому непосредственно предшествовала работа в должности председателя правительства Российской Федерации (август — декабрь 1999). Первым лицом государства Путин стал 31 декабря 1999 года, когда после отставки президента России Бориса Ельцина был назначен исполняющим обязанности президента.
26 марта 2000 года был избран президентом России, вступил в должность 7 мая 2000 года.
17 мая 2000 года назначил на должность председателя правительства России Михаила Касьянова.
24 февраля 2004 года правительство Касьянова было отправлено в отставку, новым председателем правительства стал Михаил Фрадков.
14 марта 2004 года Путин был избран президентом на второй срок, получив 71,31 % голосов. Вступил в должность 7 мая 2004 года.

## Председатель правительства (август — декабрь 1999 года)
«…Наконец, я наткнулся на него, на Путина, и изучил его биографию, его интересы, его знакомых и т.д. и т.п. Я понял, что он надёжный человек, хорошо разбирается в том, что находится в его сфере ответственности. В то же время он обстоятельный и сильный, очень общительный и может легко входить в контакт с потенциальными партнёрами… У него есть внутренний стержень. Он силён внутренне. И я сделаю всё возможное для его победы — законным путём, разумеется. И он победит. Вы будете вести дела вместе. Он продолжит линию Ельцина, ориентированную на демократию и расширение контактов России. У него есть энергия и мозги, чтобы добиться успехов в этом».
7 августа 1999 года произошло вторжение боевиков под командованием Басаева и Хаттаба в Дагестан, а местные радикальные исламисты — «Исламская шура Дагестана» — при их поддержке объявили о введении шариатского правления на части территории Ботлихского и Цумадинского районов. Чечня в тот период была де-факто независимой: в 1996 году её покинули федеральные войска, а в 1997 году Борис Ельцин и Аслан Масхадов подписали соглашение о так называемом отложенном статусе: вопрос о чеченском суверенитете предполагалось решить в 2002 году. С вторжением в Дагестан для России возникла реальная угроза утраты вслед за Чечнёй ещё одного региона на Северном Кавказе.
9 августа президент Ельцин назначил директора ФСБ Путина первым заместителем и исполняющим обязанности председателя правительства Российской Федерации вместо Сергея Степашина. В тот же день в своём телеобращении Ельцин назвал Путина своим преемником. По словам Ельцина, он искал подходящую кандидатуру несколько месяцев, рассмотрев множество вариантов. Сразу после назначения Путин ответил утвердительно на вопрос журналиста, намерен ли он в будущем баллотироваться на президентский пост. 16 августа он был утверждён Госдумой в должности председателя правительства.
На этом посту Путин организовал и возглавил военную операцию против боевиков на трёх театрах военных действий — в Ботлихе, Кадарской зоне и в пограничном с Чечнёй Новолакском районе. К 15 сентября боевики были полностью изгнаны за пределы Дагестана. Неоценимую помощь российским войскам оказали местные жители-ополченцы. Через двадцать лет, в 2019 году, Путин поручил приравнять к ветеранам боевых действий ополченцев, принимавших участие в боевых действиях в составе отрядов самообороны Республики Дагестан.
В сентябре 1999 года произошла серия террористических актов — взрывы жилых домов в Буйнакске, Москве (на улице Гурьянова и на Каширском шоссе) и Волгодонске, жертвами которых стали более 300 человек. Согласно приговору Московского городского суда и Верховного суда России, взрывы были совершены карачаевскими и дагестанскими ваххабитами по заказу арабских наёмников Амира Хаттаба и Абу Умара.
Выдвигались версии, согласно которым взрывы жилых домов позволили поднять предвыборный рейтинг Путина и обеспечить его победу на президентских выборах, а также сформировали общественное мнение перед вводом войск в Чечню. В частности, в книге Александра Литвиненко и Юрия Фельштинского «ФСБ взрывает Россию» утверждается, что ФСБ произвела подрывы жилых домов с ведома Путина и Николая Патрушева. Сам Путин охарактеризовал эту версию как бред собачий.
18 сентября границы Чечни были блокированы российскими войсками. 30 сентября Путин в интервью журналистам заявил о необходимости «набраться терпения и сделать эту работу — полностью очистить территорию от террористов. Если эту работу не сделать сегодня, они вернутся, и все понесённые жертвы будут напрасны». 1 октября танковые подразделения российской армии со стороны Ставропольского края и Дагестана вошли на территорию Наурского и Шелковского районов Чечни. После авиаудара по Грозному Владимир Путин произнёс получившую широкую известность фразу: «Мы будем преследовать террористов везде. В аэропорту — в аэропорту. Значит, вы уж меня извините, в туалете поймаем, мы и в сортире их замочим, в конце концов».
30 декабря 1999 года в ряде российских изданий была опубликована программная статья Путина «Россия на рубеже тысячелетий», в которой Владимир Путин изложил своё представление о прошлом и о предстоящих перед страной задачах и обозначил свои политические приоритеты: «патриотизм», «державность», «государственничество», «социальная солидарность», «сильное государство». Как заявил автор, новые революции недопустимы, советский опыт нельзя недооценивать, но необходимо помнить и «об огромной цене, которую общество, народ заплатили в ходе этого социального эксперимента». России стоит искать свой путь преобразований вместо «схем из западных учебников», «добиваться политической стабильности и без ухудшения условий жизни российского народа, всех его слоёв и групп». Касаясь экономических проблем, Путин заявил о необходимости политики, направленной на борьбу с бедностью, обеспечение роста благосостояния населения и повышение эффективности российской экономики.
По мнению историка Александра Барсенкова, Путин выступил в качестве человека, «способного морально и психологически объединить россиян, которые стали связывать с молодым премьером надежды на восстановление стабильности, порядка и постепенное улучшение жизни». О росте популярности Путина свидетельствовал успех поддержанного им нового политического движения «Единство», которое по итогам выборов в Госдуму набрало 23,3 % голосов, заняв второе место.
По оценке российского политолога и аналитика Кирилла Рогова (2015), вступая на высший пост в государстве, Владимир Путин «отнюдь не выглядел классическим харизматиком»: «краеугольным камнем его имиджа стала решимость в „наведении порядка“ — сначала в Чечне, а затем и во всей России. В этом смысле он как бы являлся олицетворением стабилизирующей функции государства». При этом высокое доверие президенту Путину частично объясняется низким доверием к остальным общественным, политическим и государственным институтам (парламент, политические партии, разделение властей, независимый суд и пр.).

## Исполняющий обязанности президента

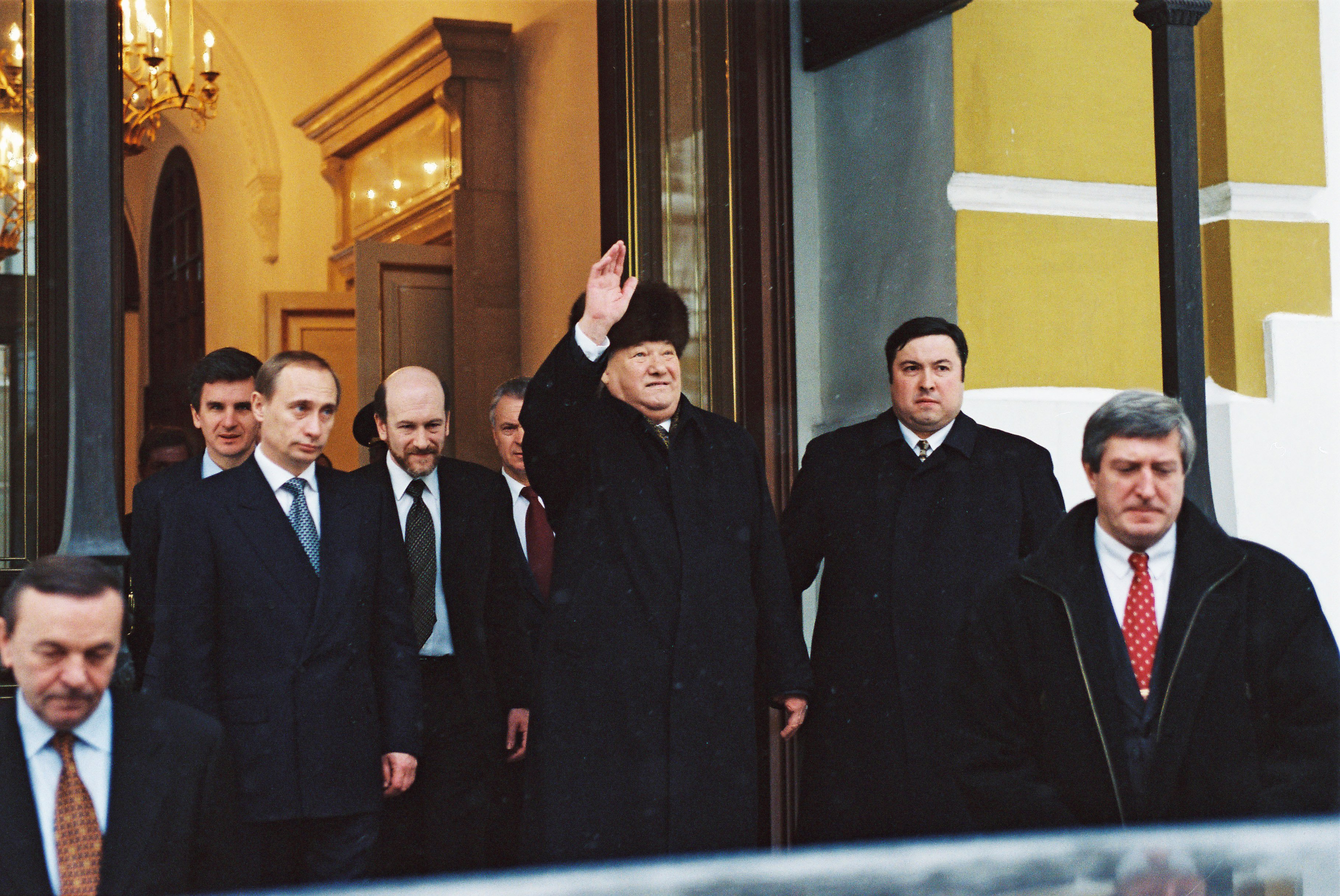
Владимир Путин, руководитель Администрации президента Александр Волошин и Борис Ельцин, покидающий Кремль.
31 декабря 1999 года

31 декабря 1999 года в связи с досрочным уходом Ельцина в отставку Путин приступил к исполнению обязанностей президента. В 11 часов утра в своём кабинете в Кремле Ельцин в присутствии Патриарха Московского и всея Руси Алексия II передал полномочия Путину. При этом Путин получил у Патриарха православное благословение на предстоящий труд по управлению страной. В 12 часов дня, экстренно прервав эфир, российские телеканалы передали новогоднее обращение Ельцина, в котором он сообщил о своей отставке и назначении преемника. В тот же день Путин отправился в Чечню, где поздравил военнослужащих и вручил награды.
Первым государственным актом, подписанным Путиным на посту и. о. президента РФ, стал указ «О гарантиях президенту Российской Федерации, прекратившему исполнение своих полномочий, и членам его семьи». Указ предоставлял бывшим российским президентам (на тот момент таким был только Ельцин) гарантии неприкосновенности и другие преференции. В 2001 году Владимир Путин подписал аналогичный федеральный закон.

## Президент Российской Федерации

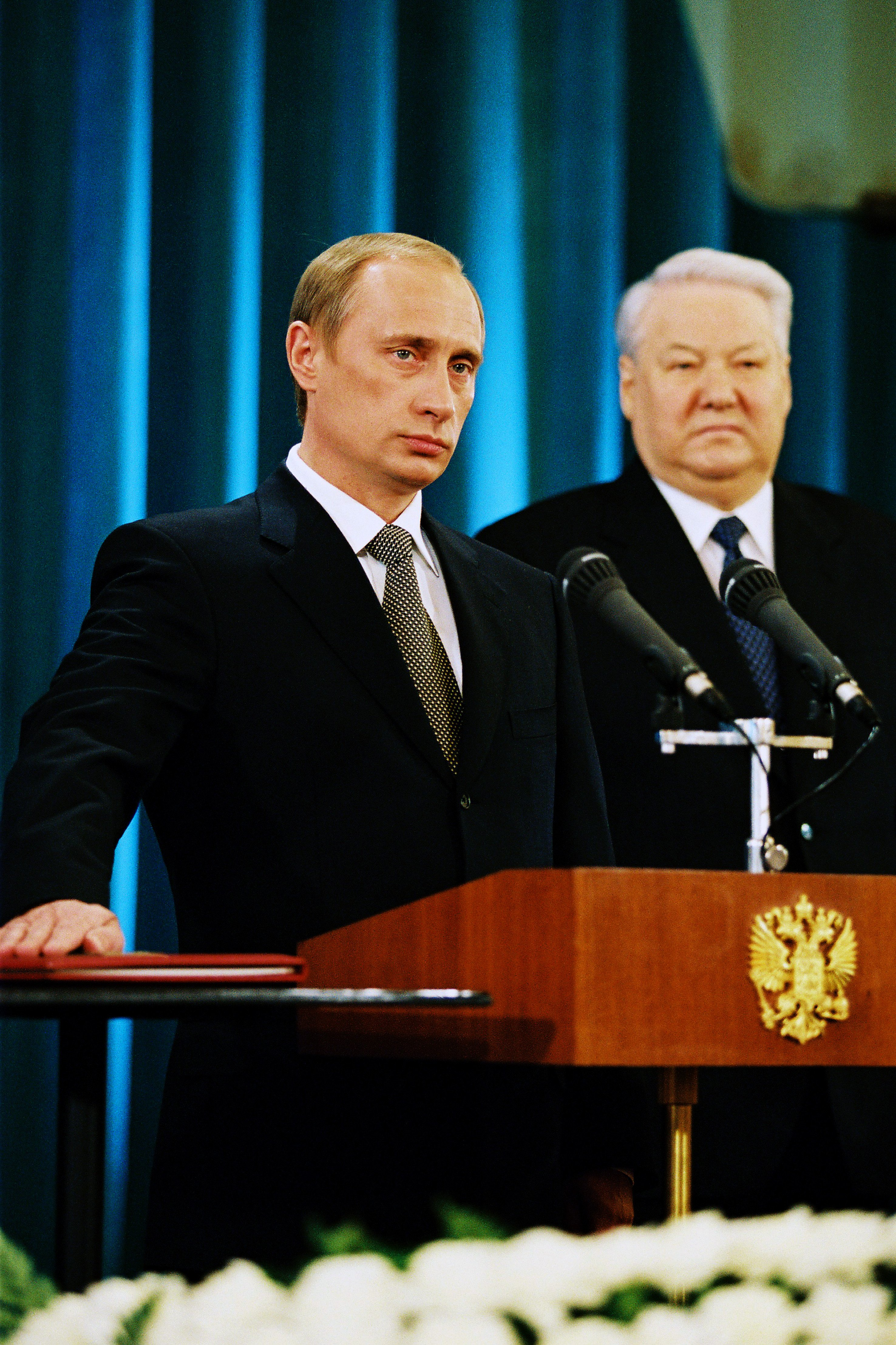
Владимир Путин принимает присягу в качестве президента, май 2000 года

На президентских выборах 26 марта 2000 года Путин одержал победу в первом туре, набрав 51,95 % голосов. 7 мая 2000 года вступил в должность.
17 мая 2000 года назначил на должность председателя правительства России Михаила Касьянова.
4 февраля 2004 года отправил в отставку правительство Касьянова, назвав его работу «в целом удовлетворительной». Новым председателем правительства стал Михаил Фрадков.
14 марта 2004 года Путин был избран президентом на второй срок, получив 71,31 % голосов. Вступил в должность 7 мая 2004 года. В 2008 году вошел в список 100 самых влиятельных людей мира по версии журнала Time.

### Динамика популярности
По оценке российского политолога и аналитика Кирилла Рогова (2015), вступая на высший пост в государстве, Владимир Путин «отнюдь не выглядел классическим харизматиком»: «краеугольным камнем его имиджа стала решимость в „наведении порядка“ — сначала в Чечне, а затем и во всей России. В этом смысле он как бы являлся олицетворением стабилизирующей функции государства». При этом высокое доверие президенту Путину частично объясняется низким доверием к остальным общественным, политическим и государственным институтам (парламент, политические партии, разделение властей, независимый суд и пр.). Популярность Путина обеспечивала президентскому посту статус фактически единственного легитимного в глазах населения политического института. Доминирующую роль в устойчивой сверхпопулярности Путина сыграли экономические факторы: динамику его рейтинга в наибольшей степени объясняют изменения в оценке респондентами текущей экономической ситуации.
Уже в первые месяцы 2000 года рейтинг Путина достиг максимумов (свыше 80 % одобряющих его действия). Резкий взлёт рейтинга в этот период отражал политическую компоненту рейтинга — к оценкам текущих экономических успехов добавлялись надежды респондентов, связанные с фигурой нового лидера. В дальнейшем отмечалось ещё несколько периодов, когда пики популярности Путина совпадали с резким повышением позитивных ожиданий: конец 2001 — начало 2002 гг., конец 2003 — начало 2004 гг. Рогов квалифицирует две ролевые функции Путина-лидера как функцию «распорядителя богатства» и функцию «спасителя и защитника нации» (мобилизационную). Мобилизационная модель обеспечивает ценностное единение вокруг лидера в противостоянии той или иной угрозе существующему «порядку»: в 2000 г. в качестве таковой выступали чеченский терроризм и сепаратизм, в 2003—2004 гг. — олигархи, с которыми «вёл войну» Путин. Наличие устойчивого сверхбольшинства позволило Путину в течение первого президентского срока ослабить политическое влияние лидеров регионов и олигархов (конкурирующих политических акторов), а также укрепить влияние в правоохранительных органах (прокуратура, МВД, суд) и общенациональных СМИ.
Политического влияния лишились Владимир Гусинский и Борис Березовский, а затем был разрушен ЮКОС. Попытка Михаила Ходорковского противостоять усиливающемуся влиянию Путина обернулась антиолигархической консолидацией и формированием нового парламентского большинства на парламентских выборах 2003 года, отставкой правительства Волошина — Касьянова, доставшегося в наследство от Ельцина, и триумфальную победу на президентских выборах, на которых состав кандидатов был подобран таким образом, чтобы обеспечить Путину максимально комфортные условия.
Как отмечает Рогов, если на протяжении 2000—2010 гг. уровень одобрения Путина в основном колебался в диапазоне 70-85 % (среднее значение — 76 %), то число людей, считающих, что дела в стране идут в правильном направлении, в этот же период колебалось в диапазоне 35 — 50 % (в среднем — 42 %). Таким образом, в большей части периода в среднем треть опрошенных не считала, что дела в стране идут в правильном направлении, но при этом одобряла Путина. Это можно объяснить лишь тем, что эти люди считали политику и ценности, ассоциируемые с фигурой лидера, оптимальными в сложившейся ситуации и оказывали ему априорную поддержку, не связанную с фактическими результатами деятельности.

### Вторая чеченская война

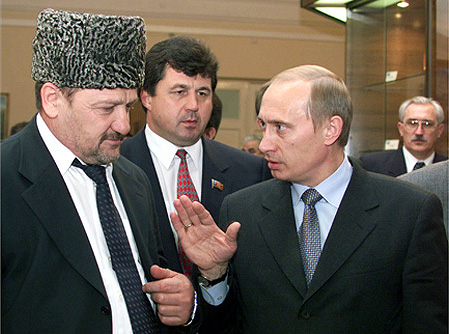
Владимир Путин с главой администрации Чечни Ахматом Кадыровым. Ростов-на-Дону, 8 ноября 2000 года

Новая большая война в Чечне похоронила идею «отложенного статуса» и вновь привела к потокам беженцев и огромным человеческим жертвам. К началу весны 2000 года федеральные войска взяли Грозный и установили контроль над большей частью территории республики. Активная фаза боевых действий продолжалась по конец февраля 2000 года и завершилась со взятием федеральными силами под контроль Шатойского района Чечни. В марте 2000 года в Чечне впервые с 1991 года были созданы участки для голосования на общероссийских выборах. Союзником федеральных властей стал бывший муфтий Ичкерии Ахмат Кадыров и несколько полевых командиров, разочаровавшихся в Аслане Масхадове. Уже осенью 1999 года они перешли на сторону федеральных войск. В июне 2000 года Путин назначил Ахмата Кадырова главой администрации Чечни. В марте 2003 года в Чечне прошёл референдум, на котором была принята конституция Чечни, соответствующая федеральному законодательству. В октябре 2003 года Ахмат Кадыров был избран главой республики, а в мае 2004 года погиб в результате теракта. Его смерть сдвинула с мёртвой точки восстановление Грозного: в день похорон Владимир Путин, прилетевший в Чечню, облетел на вертолёте руины города и потребовал от федерального правительства немедленного начала восстановительных работ. Сын первого главы республики Рамзан Кадыров возглавил Чеченскую Республику в апреле 2007 года.
Полномочия по руководству проведением контртеррористической операции были возложены сначала на Министерство обороны, с 22 января 2001 года — на ФСБ России, а с 1 сентября 2003 года — на МВД России. По мере установления контроля силовыми структурами Российской Федерации над территорией Чеченской Республики, территория Чечни переходила в ведение местных чеченских сил самоуправления и самообороны. Вторая чеченская война официально завершилась с отменой в полночь 16 апреля 2009 года режима КТО.

### Борьба с терроризмом

Памятник погибшим в результате теракта на Дубровке

После прекращения полномасштабной войсковой операции чеченские сепаратисты продолжили войну против федеральных властей, перейдя к тактике диверсий и террора. Боевики провели несколько крупных рейдов, включая нападение на Гудермес в сентябре 2001 года и нападение отряда Руслана Гелаева на Ингушетию в сентябре 2002 года.
В марте 2002 года в результате спецоперации ФСБ был ликвидирован лидер иностранных боевиков в Чечне Хаттаб.
23 октября 2002 года чеченские боевики захватили Театральный центр на Дубровке в Москве во время спектакля «Норд-Ост». Заложниками террористов оказались 912 человек. Террористы потребовали вывода российских войск из Чечни, угрожая убийством заложников. Утром 26 октября оперативным штабом был организован штурм здания с использованием усыпляющего газа. В результате операции все террористы были уничтожены, но 125 заложников погибли, отравившись газом и не получив своевременной медицинской помощи. Публичного расследования причин гибели людей не проводилось, данные о характеристиках применённого газа были засекречены. Власти предприняли попытку дезинформации общественности в отношении причин гибели заложников. По сообщениям газет, руководитель операции первый заместитель директора ФСБ генерал-полковник Проничев закрытым указом был удостоен звания Героя России.
В ноябре 2002 года Владимир Путин, выступая перед представителями чеченской общественности, заявил: «Фактически идеи ваххабизма были использованы для превращения Чечни в плацдарм международного терроризма — для последующих амбициозных планов нападения на братский Дагестан, создания средневекового халифата от Чёрного до Каспийского моря, который должен включать в себя не только весь Северный Кавказ, но и часть Краснодарского и Ставропольского краев. Но и это ещё не всё. За этим неизбежно последуют попытки раскачать обстановку в многонациональном Поволжье России. Всё это рассчитано на то, чтобы направить развитие ситуации в нашей стране по югославскому сценарию». Путин заверил, что не пойдёт на компромисс с боевиками: «Ответственно заявляю: второго Хасавюрта не будет».
В мае 2003 года смертниками был осуществлён взрыв у здания УФСБ Надтеречного района Чеченской Республики. Несколько терактов с участием женщин-смертниц было организовано в Москве. 5 июля две смертницы подорвали себя на аэродроме в Тушино, где проходил рок-фестиваль «Крылья». Ответственность за теракт взял на себя Шамиль Басаев. 9 июля на 1-й Тверской-Ямской улице задержали женщину-смертницу, которая не сумела себя взорвать, однако при обезвреживании бомбы погиб сотрудник ФСБ. 9 декабря смертница подорвала себя у гостиницы «Националь». Басаев вновь объявил, что теракт организован им.
В сентябре и декабре были устроены два взрыва в электропоездах «Кисловодск — Минеральные Воды». В конце 2003 года попытка боевиков отряда Руслана Гелаева попасть в Панкисское ущелье (Грузия) через территорию Дагестана привела к двухмесячному вооружённому противостоянию с применением тяжёлой техники и авиации. Итогом стала ликвидация большей части террористов, включая самого Гелаева.
6 февраля 2004 года была взорвана бомба в московском метро между станциями «Автозаводская» и «Павелецкая». Ответственность взяли на себя боевики «карачаевского джамаата». Ещё одна смертница подорвала себя около станции метро «Рижская». После теракта 6 февраля Путин заявил, что «Россия не ведёт переговоров с террористами, она их уничтожает». 13 февраля в Катаре сотрудниками российских спецслужб был ликвидирован один из лидеров чеченского сепаратизма Зелимхан Яндарбиев, который, по некоторым данным, был причастен к теракту на Дубровке.

### Реформирование политической системы
В мае 2000 года Владимир Путин учредил институт полномочных представителей в федеральных округах. Была начата масштабная работа по приведению региональных законов в соответствие с федеральными. Республике Татарстан в связи с этим даже пришлось изменять свою конституцию.
Первой крупной реформой в конституционно-политической системе страны стало осуществлённое в августе 2000 года изменение порядка формирования Совета Федерации, в результате которого губернаторы и главы законодательной власти регионов, до того бывшие членами СФ по должности, были заменены назначенными представителями; последние должны работать в СФ на постоянной и профессиональной основе (при этом одного из них назначал губернатор, а второго — законодательный орган региона). Параллельно с этим в сентябре 2000 года был создан совещательный орган при президенте — Государственный совет России, членами которого по должности являются главы субъектов страны.
В течение первого президентского срока Путина начало формироваться так называемое «путинское большинство» — широкая общественная и политическая коалиция граждан, представляющих практически все социальные слои и группы российского общества, являющихся сторонниками Путина, разделяющих его идеологию и последовательно поддерживающих его программу и политические действия.
Большое значение для политической реализации путинского большинства имело объединение в декабре 2001 года ранее конкурировавших политических организаций «Единство» и «Отечество — Вся Россия» в новую политическую партию «Единая Россия». Объединение произошло на базе поддержки президента Путина и реализовало запрос на консолидацию со стороны путинского большинства. 7 декабря 2003 года «Единая Россия» выиграла выборы в Государственную думу как по федеральному списку (37,57 %), так и по большинству одномандатных округов. Член партии Борис Грызлов стал председателем Госдумы. Второе, третье и четвёртое места заняли КПРФ, ЛДПР и блок «Родина», соответственно. Победив на выборах и приняв в свой состав большинство независимых депутатов, прошедших по одномандатным округам, всех депутатов от Народной партии и «перебежчиков» из других фракций, «Единая Россия» получила конституционное большинство, что позволило ей при голосованиях уверенно преодолевать сопротивление других партий.
Либеральная оппозиция в последний раз была представлена в Государственной думе третьего созыва, избранной в 1999 году, — 21 депутат от «Яблока» и 33 от СПС, причём партию на выборы вёл бывший премьер и будущий заместитель главы президентской администрации Сергей Кириенко. В Думе четвёртого созыва, избранной в 2003 году, либеральной оппозиции уже не было.

### Внешняя политика
Будучи и. о. президента, Путин заявлял о необходимости сотрудничества с Западом, в том числе с НАТО. 5 марта 2000 года в интервью ведущему программы «Завтрак с Фростом» Дэвиду Фросту он подчеркнул, что «Россия — это часть европейской культуры» и что он с трудом представляет НАТО в качестве врага. Путин не исключил возможности вступления России в альянс, но отметил, что Россия отрицательно относится к расширению НАТО на восток.
Незадолго до президентских выборов премьер-министр Великобритании Тони Блэр первым из западных политиков посетил нового лидера России. Они сразу подружились. 17 апреля, когда Путин посетил Лондон в статусе президента, Тони Блэр заявил: «Я считаю, что Владимир Путин — это руководитель, который готов строить новые отношения с Европейским союзом и с США, который хочет, чтобы Россия была сильной и современной державой и имела прочные отношения с Западом».
В июне 2000 года указом президента Путина была утверждена «Концепция внешней политики Российской Федерации». Согласно этому документу, основными целями внешней политики страны являются обеспечение надёжной безопасности страны, воздействие на общемировые процессы в целях формирования стабильного, справедливого и демократического миропорядка, создание благоприятных внешних условий для поступательного развития России, формирование пояса добрососедства по периметру российских границ, поиск согласия и совпадающих интересов с зарубежными странами и межгосударственными объединениями в процессе решения задач, определяемых национальными приоритетами России, защита прав и интересов российских граждан и соотечественников за рубежом, содействие позитивному восприятию Российской Федерации в мире.
В конце 2000 года президентом США был избран Джордж Буш-младший. Его первый президентский срок, особенно до начала войны в Ираке, некоторые эксперты называли «историческим апогеем» российско-американских отношений, имея в виду беспрецедентно высокую степень сотрудничества в рамках «войны с террором» и тесные личные связи президентов.
В 2000 году было подписано российско-американское соглашение, предусматривавшее утилизацию излишков оружейного плутония в России и США, в частности, путём производства из него МОКС-топлива (смешанного оксидного топлива для АЭС), использования в энергетических ядерных реакторах, перевода в формы, непригодные для создания вооружений, а также захоронения. Предполагалось, что в рамках этого соглашения каждая из сторон ликвидирует «рассекреченные» запасы плутония в объёме 34 тонн. Действие этого соглашения было приостановлено Россией в конце 2016 года.
В июне 2001 года Путин первый раз встретился с Джорджем Бушем-младшим в столице Словении Любляне. Джордж Буш, как он выразился, «заглянул в глаза» Владимиру Путину, «ощутил его душу» и увидел в нём «прямого и достойного доверия человека». Президент России счёл коллегу «приятным собеседником» и «нормальным абсолютно человеком, реально воспринимающим вещи».
Событием, предопределившим резкое сближение между Россией и Западом, стали террористические акты 11 сентября 2001 года, когда Россия без колебаний приняла сторону США. Кульминацией этого сближения стало участие России в антитеррористической коалиции, созданной США для подготовки и ведения войны против режима талибов в Афганистане, и подписание так называемой Римской декларации «Отношения Россия — НАТО: новое качество». В соответствии с ней 28 мая 2002 года был создан Совет Россия — НАТО («Совет двадцати»), после чего в принципе можно было ожидать перехода отношений России и НАТО на более высокий уровень с перспективой полноправного членства России в НАТО. Было решено, что впредь стороны будут действовать как единая двадцатка вместо прежней формулы «19+1».
Для поддержки операции в Афганистане США создали военно-воздушную базу в Киргизии (Манас) и начали использовать узбекский аэродром Карши-Ханабад. Россия предоставила своё воздушное пространство для транзита военных грузов и военнослужащих США и НАТО в Афганистан.
В октябре 2001 года Россия заявила о закрытии остававшихся со времён СССР центра радиоэлектронной разведки в Лурдесе (Куба) и базы ВМФ Камрань (Вьетнам).
Профессор Андре Либих отмечает, что дальнейшему сближению между Россией и США в этот период помешали сами США, объявив в декабре 2001 года об одностороннем выходе из Договора об ограничении систем противоракетной обороны. С точки зрения России, выход США из соглашения, обеспечивавшего стратегический паритет сторон, разрушил надежды на новое партнёрство. Российское руководство расценило этот шаг как дестабилизирующий фактор глобального значения, сам Владимир Путин назвал этот шаг «ошибочным», но от резкой критики Вашингтона воздержался. В ответ на выход США из Договора по ПРО Россия вышла из Договора СНВ-II, который был заменён более мягким Договором о сокращении стратегических наступательных потенциалов, подписанным в мае 2002 года.

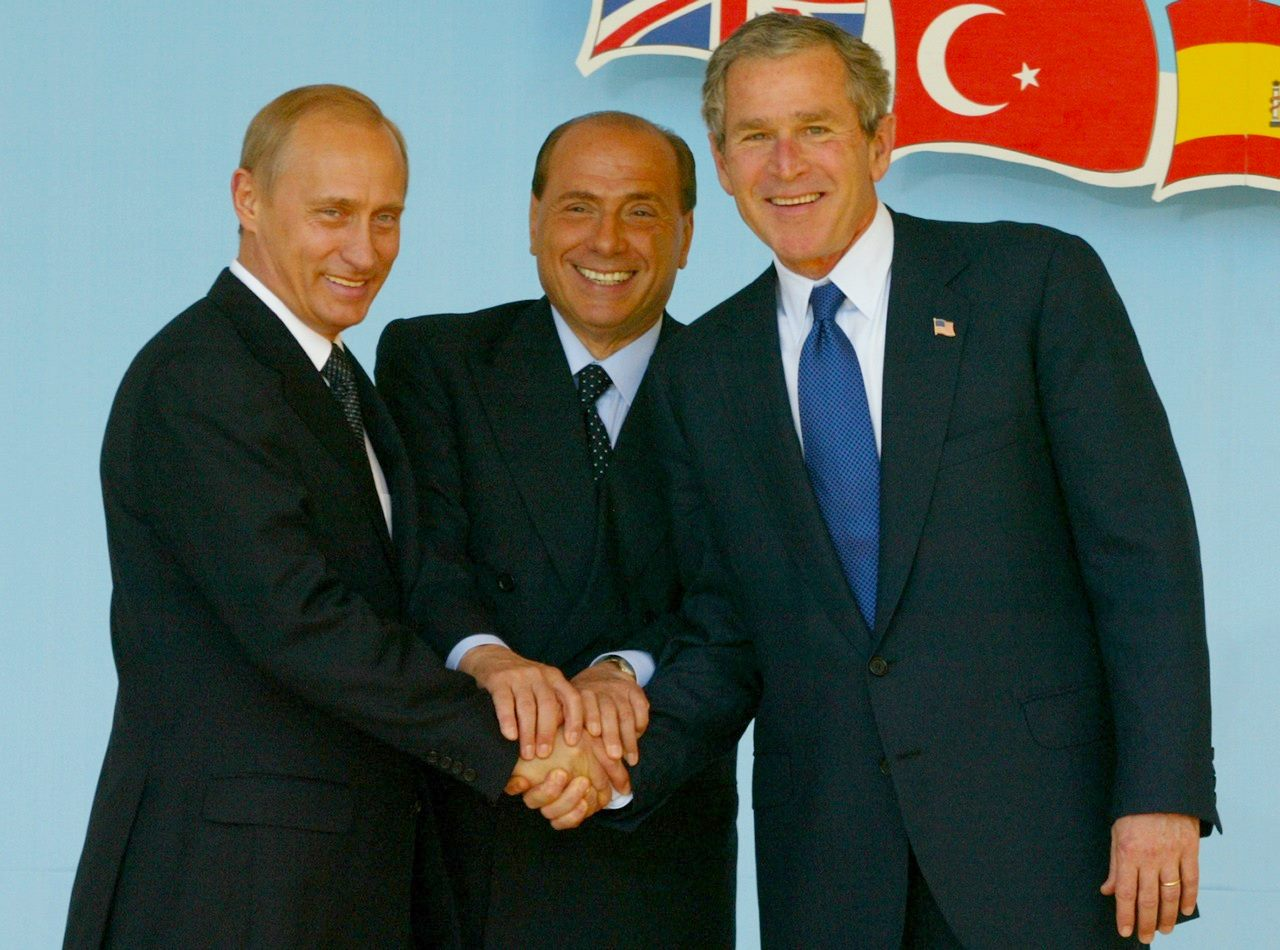
Владимир Путин на заседании саммита Россия-НАТО. 2002 год

29 мая 2002 года на саммите Россия—Евросоюз Владимир Путин охарактеризовал эту встречу как «похороны „холодной войны“». Тогда же на саммите было принято решение признать экономику России рыночной, а в октябре 2002 года Евросоюз оформил это решение законодательно.
Новый кризис в отношениях России и Запада был связан с вторжением США и их союзников в Ирак с целью свергнуть режим Саддама Хусейна в марте 2003 года. Россия совместно с Германией и Францией выступили с резкой критикой вторжения и, в частности, того факта, что США для достижения своих целей пошли в обход Совета Безопасности ООН. Европейские союзники, однако, в конечном итоге поддержали действия США. По оценке самого Путина, которую он дал на пресс-конференции 20 декабря 2012 года, российско-американские отношения испортились именно после вторжения войск США в Ирак в 2003 году и возникших на этой почве разногласий.
В 2003 году произошло ещё одно событие, негативно сказавшееся на отношениях России с США и Евросоюзом. Под давлением Запада президент Молдовы Владимир Воронин в последний момент отказался подписать подготовленный при российском участии план урегулирования конфликта в Приднестровье («меморандум Козака»), предполагавший возвращение ПМР в состав Молдовы в виде субъекта федерации и сохранение российского военного присутствия на молдавской территории. Тщательно готовившийся визит Владимира Путина в Кишинёв был сорван.
В ноябре 2003 года в Грузии началась «революция роз», в результате которой к власти в начале 2004 года пришёл Михаил Саакашвили, резко развернувший Грузию в сторону США и взявший курс на НАТО. На его правление придётся самый сложный период в российско-грузинских отношениях, кульминацией которого станет война 2008 года.
В марте 2004 года происходит пятое расширение НАТО. В альянс, вопреки дипломатическим усилиям России, принимают семь восточноевропейских стран, в том числе граничащие с Россией Эстонию, Латвию и Литву. Строя планы расширения НАТО и Евросоюза, усиливая влияние на постсоветские государства, страны Запада не обращали внимания на то, что таким образом затрагиваются интересы России.
Расширение НАТО на восток в 2004 году Путин воспринял, по оценке газеты «Ведомости», как «личное предательство» со стороны президента США Дж. Буша и премьер-министра Великобритании Тони Блэра, которых Путин к тому времени считал своими друзьями и с которыми усиленно налаживал партнёрские отношения. В мемуарах Блэра реакция Путина на расширение НАТО характеризуется как обида: «Владимир пришёл к выводу, что американцы не отводят ему то место, которое он заслуживает». Спустя 12 лет, в своей Крымской речи, Путин отметил: «Нас раз за разом обманывали, принимали решения за нашей спиной, ставили перед свершившимся фактом. Так было и с расширением НАТО на восток, с размещением военной инфраструктуры у наших границ. Нам всё время одно и то же твердили: „Ну, вас это не касается“».

### Экономическое регулирование
Экономической программы как таковой у исполняющего обязанности, а затем президента Владимира Путина не было. В предвыборном обращении к избирателям тема экономики практически игнорировалась (кроме борьбы с бедностью), так что довольно продолжительное время специалисты продолжали дискутировать по поводу того, в чём будет заключаться «программа Путина». В частности, речь шла о том, предпочтёт ли новый президент либеральную «программу Германа Грефа» из Центра стратегических разработок или разработку группы экономистов РАН. Формально выбор сделан не был, но правительство Михаила Касьянова, в которое вошли Герман Греф (в статусе министра) и Алексей Кудрин (вице-премьер и министр финансов), реализовывали скорее первый вариант с учётом предложений помощника президента Андрея Илларионова.
В 2000-е годы Путиным были подписаны ряд законов, которыми были внесены изменения в налоговое законодательство. В 2001 году для физических лиц была установлена плоская шкала подоходного налога (13 %). Ставка налога на прибыль была снижена до 24 %, введена регрессивная шкала единого социального налога, отменены оборотные налоги и налог с продаж, общее количество налогов было сокращено в 3,6 раза (с 54 до 15). Также была радикально изменена система налогообложения сырьевого сектора: проведена перенастройка механизма экспортных пошлин и введён налог на добычу полезных ископаемых, что позволило увеличить долю нефтегазовой ренты, улавливаемой государственным бюджетом, с менее чем 40 % в 2000 году до 84 % в 2005 году. В 2006 году замминистра финансов РФ Сергей Шаталов заявил, что за период налоговой реформы налоговая нагрузка снизилась с 34—35 % до 27,5 %, а также произошло перераспределение налоговой нагрузки в нефтяной сектор. Налоговая реформа также способствовала увеличению собираемости налогов и стимулировала экономический рост. Налоговая реформа оценивается экспертами как один из самых серьёзных успехов Путина.
К числу принципиальных решений правительства и президента, помимо снижения уровня номинального налогообложения с 60-65 % ВВП до 40-45 %, также относятся погашение внешнего долга (в том числе Парижскому клубу), присоединение к Всемирной торговой организации, бездефицитный бюджет, снижение ставки рефинансирования Банка России и борьба с инфляцией, создание механизма сохранения доходов федерального бюджета для сглаживания колебаний цены нефти (Стабилизационный фонд). Правительством предпринимались шаги, направленные на постепенное укрепление рубля (в реальности курс 25 руб. за доллар в 2000 году удалось поднять до 23 руб. лишь в 2008 году) и отказ от контроля за движением капитала. Одним из первых важных действий в 2000 году было сокращение нормы продажи валютной выручки с 75 % до 50 %.
В промышленной сфере курс был взят на консолидацию государственного сектора, активное привлечение прямых иностранных инвестиций, реформу РАО «ЕЭС России», приватизацию железных дорог (так и не осуществлённую) и части нефтяных активов, укрепление бизнеса «Газпрома» и строительство экспортных газопроводов в обход Украины. Конечной целью негласной экономической программы было достижение темпов экономического роста, превышающих 4 % ВВП, ради увеличения реальных располагаемых доходов населения, сокращения числа бедных и создания среднего класса.
Главной составляющей государственного сектора в российской экономике начала 2000-х годов считались электроэнергетика и газовая промышленность.
Государственной компанией номер один и тогда, и долгие годы спустя считался концерн «Газпром». Летом 2001 года Рэм Вяхирев, возглавлявший концерн при Ельцине, был заменён на мало кому известного бывшего заместителя министра энергетики Алексея Миллера. Масштабные намерения государства касательно «Газпрома» (которые довольно часто приписывались первому заместителю руководителя администрации президента Дмитрию Медведеву) стали понятны уже позднее, в 2002—2003 годах. Рассматривавшийся в тот период проект консолидации нефтегазовых активов «Газпрома» предполагал поглощение государственной «Роснефти», а затем и активов ЮКОСа. Помимо нефти и газа, структуры «Газпрома» претендовали также на активы в энергетике и угольной отрасли. Одновременно были успешно пресечены попытки менеджмента нефтегазохимической компании «Сибур», основным акционером которой являлся «Газпром», размыть его долю в акционерном капитале компании и частично приватизировать её. В результате, однако, «Роснефть» осталась отдельной госструктурой и де-факто политическим конкурентом «Газпрома», угольная промышленность осталась частной, а в электроэнергетике созданию «государственного супермонополиста» помешал Анатолий Чубайс (глава РАО «ЕЭС России» ещё со времён Ельцина).
В октябре 2001 года Путин подписал новый Земельный кодекс РФ, который закрепил право собственности на землю (кроме земель сельхозназначения) и определил механизм её купли-продажи. В июле 2002 года Путиным был подписан федеральный закон «Об обороте земель сельскохозяйственного назначения», который санкционировал куплю-продажу и земель сельскохозяйственного назначения.
В послании Федеральному Собранию в начале 2001 года Путин отметил, что действующий Кодекс законов о труде, принятый ещё в 1971 году, архаичен и не отвечает современным требованиям, стимулируя теневые трудовые отношения. В конце 2001 года Путин подписал новый Трудовой кодекс, вступивший в силу 1 февраля следующего года. По оценке Экономической экспертной группы, новый кодекс привёл трудовое законодательство «в соответствие с требованиями рыночной экономики» и обеспечил «более эффективное использование и повышение мобильности трудовых ресурсов».
Был проведён ряд других социально-экономических реформ: пенсионная (2002), банковская (2001—2004).
В президентском послании Федеральному Собранию в 2003 году Путин поставил задачу добиться «<…> полной конвертируемости рубля. Конвертируемости не только внутренней, но и внешней». С 1 июля 2006 года рубль стал свободно конвертируемой валютой.
В мае 2003 года в Бюджетном послании Федеральному Собранию Путин поставил задачу создания Стабилизационного фонда РФ. 1 января 2004 года фонд был сформирован. Основной целью создания фонда являлось обеспечение стабильности экономического развития страны.

### Судебная реформа
В 2000 году по указанию президента Путина была создана рабочая группа по совершенствованию законодательства в судебной сфере. В следующем году были приняты несколько ключевых законов, направленных на реформирование судебной системы, наиболее важные из которых: «О статусе судей в РФ», «О судебной системе РФ», «О Конституционном суде РФ» и «Об адвокатской деятельности и адвокатуре в РФ».
В декабре 2001 года Путин подписал новый Уголовно-процессуальный кодекс Российской Федерации. Новый УПК имел ряд принципиальных отличий от старого, в частности дав дополнительные права обвиняемым и потерпевшим. Так, все участники судебного процесса были объединены в две группы — обвинительную и защитную. По новому кодексу обыск, задержание и арест подозреваемого в совершении какого-либо преступления могут производиться только с санкции суда, а уголовное дело может быть возбуждено только с санкции прокурора. В суде обвиняемого получили возможность защищать не только адвокаты, но также другие лица, в частности, родственники обвиняемых.
В июле 2002 года Путин подписал Арбитражный процессуальный кодекс Российской Федерации. 14 ноября того же года Путин подписал Гражданский процессуальный кодекс, согласно которому рассмотрение споров между компаниями теперь находится только в компетенции арбитражного суда. Таким образом новый закон исключил возможность «двойной» судебной практики по экономическим спорам, то есть стало невозможно рассмотрение экономических споров одновременно в судах общей юрисдикции и в арбитражных судах по одним и тем же делам. Также была чётко определена подведомственность гражданских дел судам общей юрисдикции.

### Взаимоотношения власти и крупного бизнеса

#### «Равноудаление олигархов»
По мнению журнала «The Economist», заняв в 2000 году пост президента, Путин, возможно, заключил негласное соглашение с так называемыми «олигархами»: правительство закроет глаза на все предшествующие нарушения закона при условии, что они откажутся от сомнительных сделок, характерных для начала и середины 1990-х, а также не будут участвовать в политической жизни. Журнал «Власть» также говорил о подобном правиле: «олигархи не вмешиваются в политику, платят налоги и зарплаты своим рабочим, отказываются от коррупции как средства лоббирования своих интересов — президент не пересматривает итоги приватизации, проводит приемлемую для крупного бизнеса экономическую политику и упрощает его, крупного бизнеса, взаимоотношения с контролирующими органами».
28 февраля 2000 года на встрече со своими доверенными лицами Путин озвучил тезис «равноудалённого положения всех субъектов рынка от власти», что позволило СМИ назвать новый курс в отношении крупного бизнеса «равноудалением олигархов». В июле 2000 года Владимир Путин на встрече с 22 российскими предпринимателями заявил, что «ни один клан, ни один олигарх не должны быть приближены к региональной и к федеральной власти, они должны быть равноудалены от власти». Он также пообещал им, что пересмотра итогов приватизации не будет, — при этом уже вскоре стало очевидно намерение пересмотреть место крупного бизнеса в российской политике.
Ряд миллиардеров (таких, как, например, Сергей Пугачёв), сделавших своё состояние в 1990-е, согласно сообщениям СМИ, пользовались близостью к Кремлю, однако затем, по мере укрепления позиций президента, утратили своё влияние. В декабре 2013 года уехавший за границу Пугачёв был заочно арестован и объявлен в международный розыск по обвинению в растрате 75 млрд рублей. В июле 2015 года в интервью газете Financial Times Пугачёв утверждал, что именно он предложил Ельцину кандидатуру Путина на пост главы государства, связал своё уголовное преследование с личной ссорой с Путиным, а в сентябре 2015 года предъявил к России иск на 12 млрд долларов.

#### Владимир ГусинскийиНТВ
11 мая 2000 года, через четыре дня после инаугурации Путина, прошли обыски в главном офисе холдинга ЗАО «Медиа-Мост» — компании Владимира Гусинского, который, по мнению ряда бизнесменов, осенью 1999 года, во время избирательной кампании по выборам в Государственную думу, через принадлежащий ему телеканал НТВ поддерживал главных политических противников Путина — блок Юрия Лужкова и Евгения Примакова «Отечество — Вся Россия» (ОВР) (тогдашний гендиректор НТВ Евгений Киселёв, напротив, утверждал, что такое мнение о роли НТВ представляет собой распространённое заблуждение); 13 июня Гусинский был взят под стражу и помещён в следственный изолятор.
По словам председателя Общественного совета НТВ Михаила Горбачёва, 20 июля в камере Бутырской тюрьмы министр печати Михаил Лесин предложил арестованному Гусинскому подписать соглашения, включающие сделку — т. н. «секретный протокол № 6» — прекращение уголовного преследования Гусинского в обмен на передачу акций телекомпании НТВ контролируемой государством компании «Газпром». После этого Гусинскому было позволено покинуть Россию. Известие вызвало резонанс в российских СМИ. Горбачёв оценил произошедшее как «вопиющее свидетельство грубого государственного шантажа». Лесин признал свою подпись под соглашением и заявил, что президент Путин был в курсе достигнутой договорённости.
Демонтаж «Мост-Медиа», продолжавшийся до конца 2001 года, привёл к установлению государственного контроля над контентом основных федеральных телеканалов. После перехода НТВ под управление дочерней компании Газпрома «Газпром-медиа», группа журналистов НТВ перешла работать на телеканал ТВС, созданный на базе принадлежавшего Борису Березовскому ТВ-6. Однако через некоторое время его вещание также было прекращено.
В мае 2004 года Европейский суд по правам человека, рассмотрев жалобу Гусинского, пришёл к выводу, что «лишение свободы заявителя использовалось в качестве стратегии ведения коммерческих переговоров, и такие институты публичного права, как уголовное преследование и содержание под следствием, не должны использоваться с данной целью». За незаконный арест ЕСПЧ обязал Российскую Федерацию выплатить Гусинскому 88 тысяч евро в качестве компенсации судебных издержек.

#### Борис Березовский, ОРТ и «Сибнефть»
Борис Березовский, лоббировавший в 1999 году кандидатуру Владимира Путина в качестве преемника Бориса Ельцина, способствовавший его победе на внеочередных президентских выборах и рассчитывавший на роль «серого кардинала», уже весной 2000 года осознал, что ошибся. Так, в августе он резко выступил против объявленной президентом Путиным реформы Совета Федерации, в результате которой губернаторы и главы законодательных собраний регионов потеряли свои места в этом органе власти. 2 сентября 2000 года на телеканале ОРТ, контрольный пакет акций которого принадлежал Березовскому, была показана авторская программа тележурналиста Сергея Доренко о гибели подводной лодки «Курск», в которой он обвинил Владимира Путина во лжи. Сразу же после этого программа была снята с эфира, сам Доренко был уволен с телеканала ОРТ и больше никогда на телевидении не появлялся. Березовский был вынужден эмигрировать и уступить свою долю в акционерном капитале ОРТ, «Сибнефти» и «Аэрофлота», получив за свои акции почти два миллиарда долларов.
Таким образом контроль над основными телевизионными каналами — ОРТ (Первым каналом), РТР и НТВ перешёл к государству или государственным компаниям.

#### Михаил Ходорковский и «ЮКОС»
В 2002 году — по всей видимости, в связи с планами правительства консолидировать государственные нефтегазовые активы на базе «Газпрома», две из пяти крупнейших российских нефтяных компаний — ЮКОС и «Сибнефть» — договорились о слиянии. В конце того же года «Роснефть» (как предполагалось, будущее подразделение «Газпрома») начала приобретение компании «Северная нефть» — частной структуры, победившей на аукционе по крупному месторождению Вал Гамбурцева. В феврале 2003 года глава НК «ЮКОС» Михаил Ходорковский заявил Владимиру Путину о возможности коррупционной подоплёки в сделке «Роснефти». Президент, однако, занял сторону госкомпании. Именно после этого и началось так называемое «дело ЮКОСа». Первоначально компании были предъявлены претензии по поводу ухода от налогов, однако в ходе расследования были возбуждены многочисленные уголовные дела по иным статьям. В июле 2003 года был арестован Платон Лебедев, а 25 октября по обвинению в нарушениях, допущенных в ходе приватизации ЗАО «Апатит», был арестован Михаил Ходорковский.
Через два дня после ареста Михаила Ходорковского Владимир Путин на встрече с членами правительства Михаила Касьянова попытался убедить их, что «никаких обобщений, аналогий, прецедентов, тем более связанных с итогами приватизации, не будет», и добавил: «Поэтому все спекуляции и истерику на этот счёт просил бы прекратить, а правительство прошу в эту дискуссию не втягиваться… Никаких встреч и никакой торговли по поводу действий правоохранительных органов не будет, если, конечно, эти органы действуют в рамках российского законодательства».
30 октября 2003 года в отставку подал глава администрации президента Александр Волошин, за которым последовал премьер Михаил Касьянов, осудивший аресты Платона Лебедева и Михаила Ходорковского. 24 февраля 2004 года, за две с половиной недели до президентских выборов, Владимир Путин отправил правительство Касьянова в отставку. 31 мая 2005 года Ходорковский вместе с Платоном Лебедевым был осуждён за мошенничество и хищения в особо крупных размерах, а также за неуплату налогов. Сделка ЮКОСа и «Сибнефти» распалась.
В июне 2004 года помощник президента — заместитель руководителя Администрации президента РФ Игорь Сечин, которого пресса характеризует как одного из ближайших доверенных лиц Путина, был избран в новый совет директоров государственной нефтяной компании «Роснефть», а через месяц был избран председателем совета директоров компании. Деловое сообщество и аналитики расценили это назначение Игоря Сечина, считавшегося одним из руководителей «партии войны», ставящей своей целью уничтожение компании «ЮКОС», как свидетельство того, что он решил лично вмешаться в борьбу за раздел активов «ЮКОСа», а в дальнейшем на базе «Роснефти» будет создана крупнейшая государственная топливно-энергетическая компания, призванная восстановить государственный контроль над этим стратегическим сектором экономики.
В декабре 2004 года в рамках урегулирования долговых обязательств перед государством доведённой до фактического банкротства НК «ЮКОС» была продана принадлежащая ей нефтедобывающая компания «Юганскнефтегаз». 76,79 % её акций достались малоизвестной компании «Байкалфинансгруп». Через некоторое время 100 % долю в «Байкалфинансгруп» купила «Роснефть». В результате конкурсной распродажи активов «ЮКОСа», состоявшейся в марте — августе 2007 года, бывшие активы «ЮКОСа» обеспечили 72,6 % добычи нефти и газового конденсата и 74,2 % первичной переработки углеводородов «Роснефти». Это позволило «Роснефти» обеспечить себе независимость и стать не подразделением «Газпрома», а отдельной от него госструктурой и важнейшим конкурентом в национальной экономике.
В мае 2012 года Сечин был назначен президентом компании «Роснефть». В марте 2013 года «Роснефть» выкупила 100 % акций ТНК-BP у консорциума AAR и британской нефтяной компании BP. Общая сумма сделки составила 61 млрд долларов.
После «дела ЮКОСа» практически все нефтяные компании уточнили свои позиции по уплате налогов и стали вносить в бюджет значительно бо́льшие суммы. В 2004 году рост сбора налогов составил 250 % от уровня 2003 года.
«Дело ЮКОСа» свидетельствовало о появлении у российских правоохранительных и силовых структур экстраординарных амбиций и полномочий по постоянному вмешательству в экономическую сферу и в корпоративные отношения. В дальнейшем президентская ветвь власти безуспешно пыталась ограничить или взять под контроль свободу участия правоохранителей в корпоративных конфликтах. Однако то, что силовые структуры — ФСБ, Генпрокуратура, Следственный комитет, МВД — имеют право из соображений государственной безопасности быть фактической стороной экономической жизни, с 2003—2004 годов уже не подвергалось сомнениям.

#### Роман Абрамович и «Сибнефть»
В 2005 году контролируемая государством компания «Газпром» выкупила по рыночной цене (13,1 млрд долларов США) 75,7 % акций нефтяной компании «Сибнефть» — последний крупный актив Романа Абрамовича в России («Сибнефть» была приватизирована в 1996 году за 100 миллионов долларов в ходе залоговых аукционов). К 2008 году капитализация «Сибнефти» (переименованной в «Газпром нефть») увеличилась до 25 млрд долларов США. В результате национализации активов ЮКОСа и «Сибнефти» была значительно увеличена доля государства в нефтегазовой промышленности.

## Чрезвычайные происшествия

### Гибель подводной лодки «Курск»
Гибель подводной лодки «Курск», произошедшая 12 августа 2000 года в Баренцевом море, вызвала критику не только в адрес руководства Военно-морских сил РФ, но и в адрес самого президента. Подлодка затонула в результате серии взрывов, что привело к гибели всего экипажа — 118 человек. Официальные источники далеко не сразу сообщили о катастрофе. Спасательная операция началась лишь спустя сутки. По утверждению «Новой газеты», командование ВМФ России долгое время отказывалось от иностранной помощи, уверяя, что в состоянии справиться своими силами. Владимир Путин дал санкцию командованию ВМФ на привлечение иностранной помощи лишь спустя четверо суток после катастрофы, 16 августа.
По итогам расследования причин гибели подводной лодки «за серьёзные упущения в организации повседневной и учебно-боевой деятельности флота» от своих должностей были отстранены 15 адмиралов и офицеров Северного флота и главкомата ВМФ, в том числе командующий Северным флотом Вячеслав Попов.